# Kötbér
A polgári jogban a kötbér a szerződést biztosító mellékkötelezettségként a kötelezett által meghatározott pénzösszeg megfizetésének a vállalása arra az esetre, ha olyan okból, amelyért felelős, a szerződést nem teljesíti vagy nem szerződésszerűen teljesíti.
Kötbért kikötni érvényesen csak írásban lehet.

## Funkciója
Nem-teljesítési kötbér esetén a jogosult a kötbért akkor követelheti, ha a szerződés lehetetlenül vagy a kötelezett felróható késedelme miatt, érdekmúlását bizonyítva elállási joggal élhet. Az érvényesítés esetén teljesítés nem követelhető.
Késedelmi, illetve hibás teljesítési kötbér esetén a kötbér alapját és mértékét a szerződésszegéssel érintett szerződési értékhez kell igazítani. Érvényesítése esetén a kötelezett nem mentesül a teljesítési kötelezettség alól.
Minimum-átalánykártérítés funkciója van a kötbérnek.

## A hatályos Polgári Törvénykönyvben
A kötbérről a 6:186. §  - 6:189. § rendelkezik.

### A kötbér
A kötelezett pénz fizetésére kötelezheti magát arra az esetre, ha olyan okból, amelyért felelős, megszegi a szerződést. Mentesül a kötbérfizetési kötelezettség alól, ha szerződésszegését kimenti. Kötbér írásban köthető ki. A jogosult kötbérigényét attól függetlenül érvényesítheti, hogy a kötelezett szerződésszegéséből kára származott-e. A pénztartozás késedelmes teljesítése esetére kikötött kötbérre a késedelmi kamat szabályait kell alkalmazni.

### A kötbér és az egyéb szerződésszegési igények
A teljesítés elmaradása esetére kikötött kötbér érvényesítése a teljesítés követelését kizárja. A késedelem esetére kikötött kötbér megfizetése nem mentesít a teljesítési kötelezettség alól. A jogosult a hibás teljesítés miatti kötbér mellett nem érvényesíthet szavatossági igényt. A jogosult a kötbér mellett érvényesítheti a kötbért meghaladó kárát. A jogosult a szerződésszegéssel okozott kárának megtérítését akkor is követelheti, ha kötbérigényét nem érvényesítette.

### A kötbér mérséklése
A túlzott mértékű kötbér összegét a kötelezett kérelmére a bíróság mérsékelheti.

### Kötbérigény kamata
Kötbér után kamat kikötése semmis. Az esedékessé vált kötbér után a kötelezett késedelmi kamatot köteles fizetni.

## A korábbi Polgári Törvénykönyvben
A korábban hatályos 1959. évi IV. törvény (Polgári Törvénykönyv) a kötbérről a következőket rendelte:
A kötelezett meghatározott pénzösszeg fizetésére kötelezheti magát arra az esetre, ha
olyan okból, amelyért felelős, nem, vagy nem szerződésszerűen teljesít (kötbér). Kötbért csak
írásban lehet érvényesen kikötni. Kötbér után kamat kikötése semmis.
A kötbért a jogosult akkor is követelheti, ha kára nem merült fel. Érvényesítheti a kötbért
meghaladó kárát és a szerződésszegésből eredő egyéb jogait is. A szerződésszegéssel okozott
kárának megtérítését az erre vonatkozó szabályok szerint akkor is követelheti, ha a kötbér-igényét nem érvényesítette.
A nemteljesítés esetére kikötött kötbér érvényesítése a teljesítés követelését kizárja. A
késedelem vagy a hibás teljesítés esetére kikötött kötbér megfizetése nem mentesít a teljesítés
alól.
A túlzott mértékű kötbér összegét a bíróság mérsékelheti.
A pénztartozás késedelmes fizetése esetére kikötött kötbérre a késedelmi kamat szabályait
kell alkalmazni.
Bírósági úton nem érvényesíthető követelés biztosítására kikötött kötbért bírósági úton nem lehet érvényesíteni.
A Ptk. 246. § (4) bekezdését hatályon kívül helyezte az 1993. évi XCII. törvény 40. § (4) a) pontja. (Hatálytalan: 1993. november 1-jétől.)

## Külső hivatkozások
- Nemzeti Jogszabálytár